# Nature morte à la dormeuse
Nature morte à la dormeuse est un tableau du peintre français Henri Matisse réalisé en 1940. Cette huile sur toile est une nature morte qui représente le dessus d'une table couverte de fruits dans un intérieur riche en plantes, mais où apparaît aussi, dans le coin inférieur droit de la composition, une femme qui dort la tête posée sur son bras. L'œuvre est conservée à la National Gallery of Art, à Washington, aux États-Unis, depuis un don en 1985.

## Expositions
- Matisse. Cahiers d'art – Le tournant des années 1930, musée de l'Orangerie, Paris, 2023 — n°155.